# Consiglio di Stato (Belgio)
Il Consiglio di Stato del Belgio (in olandese Raad van State, in francese Conseil d'État), costituisce una giurisdizione amministrativa promanante dal potere esecutivo, istituito con una legge del 23 dicembre 1946 e in funzione dal 9 ottobre 1948. Svolge funzioni sia giurisdizionali (esamina i ricorsi contro gli atti amministrativi) che consultive per il potere esecutivo belga nelle sue articolazioni (federali, regionali e comunitarie) nelle materie legislative e regolamentari.

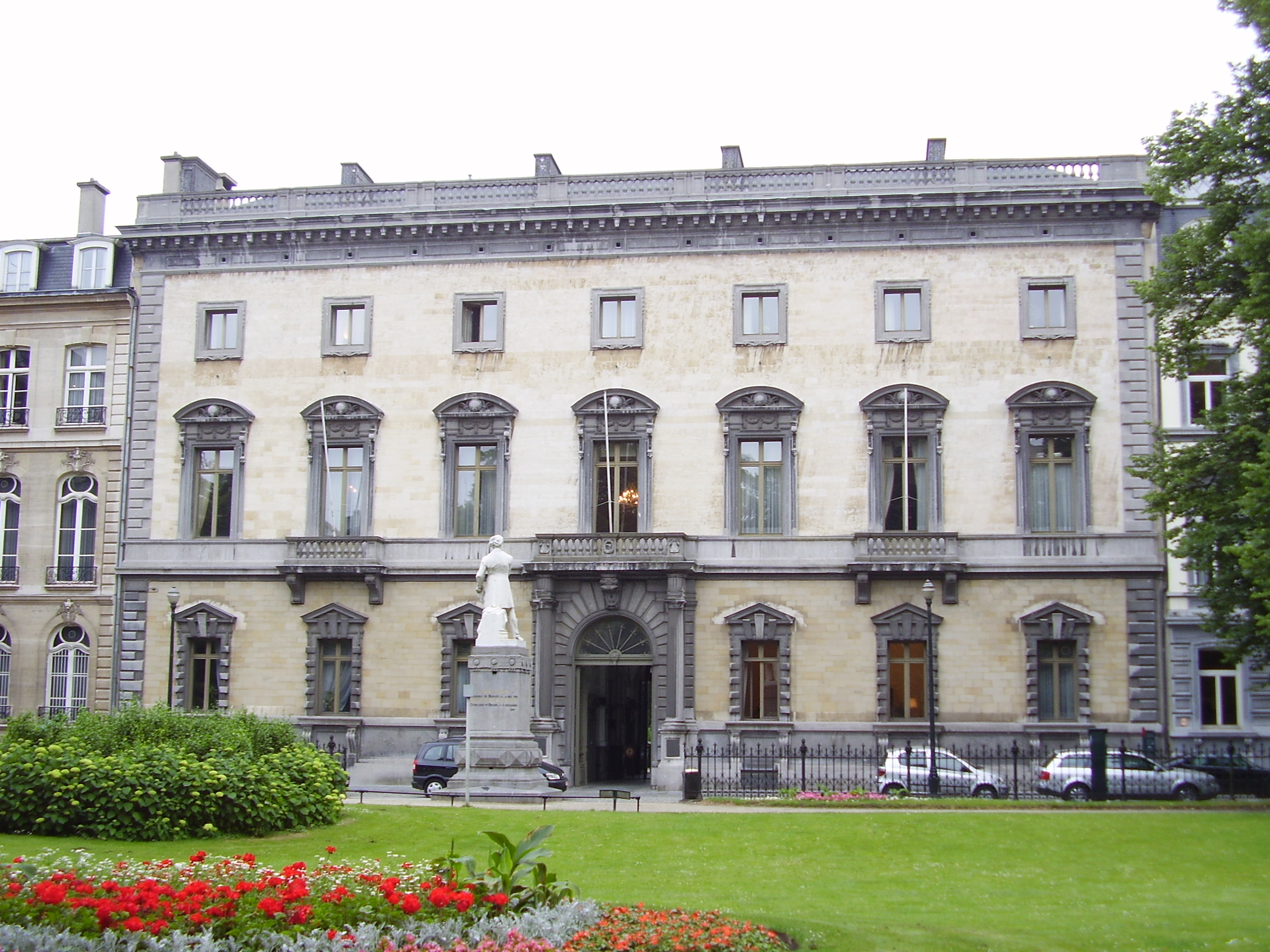
Sede del Consiglio di Stato, a Bruxelles

Il Consiglio di Stato ha sede nell'antico palazzo del marchese d'Assche (Théodore-Charles-Antoine, Conte Vandernoot e Marchese d'Assche), in square Frère-Orban a Bruxelles, opera dell'architetto Alphonse Balat (1856-1858).

## Aspetti storici
Già sotto l'imperatore Carlo V, nel 1531, esisteva un Consiglio di Stato composto da 12 membri, nominati a vita e scelti fra le personalità del clero e della nobiltà. A quell'epoca il Consiglio costituiva un organo governativo, con la funzione di deliberare su tutti gli affari di alta amministrazione in materia politica, amministrativa o militare. La prima presidenza fu data a Maria d’Ungheria, sorella dell'imperatore e governatrice generale dei Paesi Bassi.
Benché avesse solo funzioni consultive, il Consiglio ebbe un importante ruolo nella vita politica belga e rappresentò in certi momenti un reale strumento di salvaguardia contro l'arbitrio del potere sovrano. L'istituzione ebbe vita fino al termine dell'Ancien Régime, ma divenne a poco a poco una istituzione meramente formale e i “consiglieri di Stato” ebbero un mero ruolo onorifico.
L'ipotesi di una previsione del Consiglio di Stato nella Costituzione belga del 1831 fu scartata, a causa del ricordo che questa denominazione evocava quale organo di potere, con riferimento ad una pluralità di organi: a) il Consiglio istituito nel periodo precedente; b) il Consiglio di Stato del periodo francese, creato nel 1799 sotto il Consolato); c) il Consiglio del periodo olandese (1815-1830).
L'idea dell'istituzione di un “Consiglio di legislazione” (Conseil de législation) era stata propugnata da Charles Rogier; fu seguita nel 1833 da Barthélémy de Theux, all'epoca Ministro dell'Interno che chiese l'istituzione di un Consiglio di Stato (Conseil d'État) con le funzioni sia di predisposizione dei testi normativi, sia di esaminare il contenzioso amministrativo.
La proposta ministeriale non fu accolta, ma, dopo la prima guerra mondiale, la questione tornò di attualità, sia tra i giuristi che tra i parlamentari. In effetti, la mancanza di una giurisdizione amministrativa dava luogo a ipotesi di arbitrio in campo amministrativo ed a situazioni di conflitto col principio di equità.
I tribunali ordinari avevano il potere di disapplicare un testo regolamentare illegittimo limitatamente al caso da loro esaminato, ma non avevano il potere di annullamento generale del testo normativo incriminato; con la conseguenza che lo stesso testo illegittimo poteva volta per volta trovare o non trovare applicazione a seconda che il cittadino avesse o meno introdotto un'azione giudiziaria innanzi ad un tribunale ordinario.
Diveniva necessario quindi istituire una giurisdizione amministrativa col potere di annullare in via generale gli atti amministrativi illegittimi; questo processo di riflessione portò all'istituzione del Consiglio alla fine della seconda guerra mondiale.

## Organizzazione
Il Consiglio di Stato è composto da: Consiglio (Conseil), Uditorato (Auditorat), Ufficio di coordinamento (Bureau de coordination), Servizi di cancelleria (Greffe), assessori e personale amministrativo.
Il Consiglio propriamente detto è l'organo che emana le decisioni e rende i pareri. È costituito da 2 sezioni: la sezione consultiva (section de législation) e la sezione giurisdizionale (section du contentieux administratif). È composto da 44 magistrati nominati a vita (1 Primo presidente, 1 Presidente, 14 Presidenti di sezione e 28 consiglieri di Stato. I magistrati del Consiglio si ripartiscono in 15 sezioni: 7 sezioni di lingua francese (di cui 5 sezioni giurisdizionali e 2 consultive), 7 sezioni di lingua neerlandese (di cui 5 sezioni giurisdizionali e 2 consultive), ed 1 sezione bilingue.
L'Uditorato provvede all'istruzione dei fascicoli, formula una relazione e, all'udienza, rende un parere orale. È costituito da 1 Uditore generale, un Uditore generale aggiunto, 14 primi uditori capo-sezione e 64 fra Primi uditori, uditori o uditori aggiunti.
Sulle decisioni della sezione giurisdizionale non sono previste ulteriori impugnazioni, salvo che per motivi di competenza; in tal caso, sul conflitto di competenza tra il Consiglio di Stato e gli organi giurisdizionali ordinari, decide la Corte di cassazione.

## Disciplina
L'organizzazione e le competenze del Consiglio di Stato sono regolate dal corpus di norme sul Consiglio di Stato, nel testo coordinato al 12 gennaio 1973, che costituisce un testo di coordinamento di due leggi, fra cui quella del 23 dicembre 1946, recante creazione del Consiglio di Stato. Dal 1973, vi sono state non meno di 44 modifiche normative, l'ultima delle quali risalente al 15 maggio 2007.
Il testo coordinato è composto da 8 titoli (Titolo I: Istituzione; Titolo : Competenza della sezione consultiva; Titolo III : Competenza della sezione giurisdizionale; [Titolo IV : abrogato]; Titolo V : Procedura; Titolo VI : Impiego delle lingue al Consiglio di Stato; Titolo VII : Organizzazione al Consiglio di Stato; Titolo VIII : Disposizioni varie; Titolo IX : Misure volte all'assorbimento dell'arretrato giurisdizionale.

## Sezione giurisdizionale
Nell'intento del legislatore si è voluto conferire ai cittadini un'azione giurisdizionale contro decisioni illegittime assunte dal potere esecutivo nei loro confronti o nei confronti di terzi.
Il Consiglio di Stato è competente sulla sospensione dell'esecuzione e/o sull'annullamento degli atti individuali e regolamentari assunti dalle autorità amministrative per violazione delle forme sia sostanziali, sia prescritte e pena di nullità, eccesso o sviamento di potere.
Gli atti impugnati innanzi al Consiglio di Stato possono rientrare nelle tipologie più diverse:  nomina di pubblici funzionari, attribuzioni dei pubblici mercati, concessione o rifiuto di permessi in materia urbanistica, sanzioni amministrative irrogate ai cittadini, etc.
Fino alla riforma del settembre 2006, il Consiglio di Stato era competente anche in materia di azioni introdotte dagli stranieri richiedenti asilo o rifugiati contro le decisioni de l'Office des étrangers o del  Commissariat Général aux réfugiés et aux apatrides.
Una radicale riforma del sistema ha conferito la competenza ad un organo giudiziario nuovo, il Conseil du Contentieux des étrangers.
Oggi il Consiglio di Stato mantiene, in materia di asilo, una residua competenza quale giudice di legittimità sulle decisioni del Conseil du Contentieux des étrangers per violazione di legge o per violazione delle forme sia sostanziali, sia prescritte a pena di nullità. In tal caso il Consiglio non esamina il merito delle questioni.

## Sezione consultiva
Il Consiglio di Stato ha anche una funzione consultiva nelle materie legislative e regolamentari. La sezione è competente per analizzare la legittimità di taluni progetti di legge, di decreto o di ordinanza prima della loro approvazione (analisi ex ante). I pareri resi non sono tuttavia vincolanti, potendo essere disattesi dal legislatore.
Inoltre, salvo che in casi determinati (come per motivi d'urgenza), le bozze di testi regolamentari devono essere sottoposte al parere del Consiglio.